# Islas Soko
Las islas Soko (en chino tradicional, 索罟群島) son un grupo de pequeñas islas localizadas en la región administrativa especial de Hong Kong, China. El grupo se compone de Tai A Chau, Siu A Chau y varias islas cercanas más pequeñas, en las aguas más suroccidentales del territorio, al suroeste de la isla Lantau.
Ahora en gran parte deshabitadas, las islas anteriormente alojaron un campo de refugiados para vietnamitas que llegaron principalmente en botes. Algunas empresas eléctricas han propuesto que las islas sean usadas como sede de una terminal para recibir gas natural licuado (GNL) para su uso en la generación de electricidad. Esta propuesta es cuestionada por parte de grupos ambientalistas locales, porque las aguas circundantes son un importante hábitat para diversas especies marinas, sobre todo para el raro delfín blanco chino.